# Astragalus adsurgens
Espèce
Classification APG III (2009)
Astragalus adsurgens est une espèce de plantes à fleurs de la famille des Fabaceae. Elle est originaire du centre et de l'est de l'Asie, ainsi que de l'Amérique du Nord.

## Description
Cette astragale est une plante herbacée pérenne.

## Répartition et habitat
Elle vit dans le centre et l'est de l'Asie (Chine, Japon, Corée, Mongolie, Russie) et en Amérique du Nord (Canada, États-Unis).

## Nomenclature et systématique
Cette espèce a reçu d'autres appellations, synonymes mais non valides :
- Astragalus fujisanensis Miyabe & Tatew.
- Astragalus laxmanni var. adsurgens (Pall.)Kitag.
- Astragalus longispicatus Ulbr.